# 몰도바 공산당
몰도바 공산당(루마니아어: Partidul Comunist al Moldovei)은 몰도바 소비에트 사회주의 공화국의 공산당이자 일당제 유일 합법 정당이었다. 이 정당은 제2차 세계 대전이 발발하자 추축국을 상대로 반파시즘 파르티잔 저항운동을 벌였으며, 종전 이후 집권당이 되었다.

## 역대 지도자

### 몰도바 공산당 중앙위원회 제1서기
- 표트르 보르딘 (1940년 ~ 1942년)
- 니키타 살루고르 (1942년 ~ 1946년)
- 니콜라에 코바우 (1946년 ~ 1950년)
- 레오니트 브레즈네프 (1950년 ~ 1952년)
- 디미트리 글라디키 (1952년 ~ 1954년)
- 지노비 세르디우크 (1954년 ~ 1961년)
- 이반 보디우르 (1961년 ~ 1980년)
- 세미온 그로수 (1980년 ~ 1989년)
- 페트루 루친스키 (1989년 ~ 1991년)